# Nowiny (Szczytno)
Nowiny (deutsch Neu Schiemanen) ist ein Dorf in der polnischen Woiwodschaft Ermland-Masuren. Es gehört zur Gmina Szczytno (Landgemeinde Ortelsburg) im Powiat Szczycieński (Kreis Ortelsburg).

## Geographische Lage
Nowiny liegt in der südlichen Mitte der Woiwodschaft Ermland-Masuren, sieben Kilometer südlich der Kreisstadt Szczytno (deutsch Ortelsburg).

## Geschichte
Das 1869 erstmals erwähnte Dorf Neu Schiemanen – mit im Jahre 1905 398 Einwohnern in 53 Wohnhäusern – war vor 1945 eine Ortschaft der Landgemeinde Groß Schiemanen (polnisch Szymany) im ostpreußischen Kreis Ortelsburg. Mit dem gesamten südlichen Ostpreußen wurde es 1945 in Kriegsfolge nach Polen überstellt und erhielt die polnische Namensform „Nowiny“. Heute ist es mit dem Sitz eines Schulzenamtes (polnisch Sołectwo) eine Ortschaft im Verbund der Gmina Szczytno (Landgemeinde Ortelsburg) im Powiat Szczycieński (Kreis Ortelsburg), bis 1998 der Woiwodschaft Olsztyn, seither der Woiwodschaft Ermland-Masuren zugehörig. Im Jahre 2011 zählte Nowiny 326 Einwohner.

## Kirche
Bis 1945 war Neu Schiemanen in die evangelische Kirche Groß Schiemanen in der Kirchenprovinz Ostpreußen der Kirche der Altpreußischen Union sowie in die römisch-katholische Pfarrkirche Ortelsburg im Bistum Ermland eingegliedert. Heute gehört Nowiny zur katholischen Kirche Szymany im jetzigen Erzbistum Ermland sowie zur evangelischen Pfarrei Szczytno, jetzt in der Diözese Masuren der Evangelisch-Augsburgischen Kirche in Polen gelegen.

## Verkehr
Nowiny liegt an der verkehrsreichen polnischen Landesstraße 57 (ehemalige deutsche Reichsstraße 128), die die Woiwodschaft Ermland-Masuren in Nord-Süd-Richtung durchzieht und bis in die Woiwodschaft Masowien hinein verläuft. Eine Nebenstraße vom Nachbarort Lipnik (Leipnik, 1938 bis 1945 Jägerforst) endet in Nowiny. Die nächste Bahnstation ist Szymany an der nur noch ab Chorzele befahrenen Bahnstrecke Ostrołęka–Szczytno.